# セント・オールバンズの戦い (1461年)
（第2次）セント・オールバンズの戦い（Second Battle of St Albans）は、薔薇戦争中の1461年2月17日、セント・オールバンズの街の近くで行われた戦闘。

## 戦闘の背景
ヨーク公リチャードは1460年12月のウェイクフィールドの戦いで戦死し、後を継いだ18歳になる息子のマーチ伯エドワード（後のエドワード4世）は、その直前に西で行われたモーティマーズ・クロスの戦いに参加していて忙しかった。となるとマーガレット王妃率いるランカスター派にとってとるべき道は明確である。ランカスター派はロンドンを強襲するため、南進を開始した。

## 戦闘の様子
ランカスター派の進軍は、ウォリック伯リチャード・ネヴィル指揮下のヨーク派軍によってセント・オールバンズの近くで妨げられた。ウォリック伯は防衛のための軍備・陣容を整えていたが、ランカスター派の思わぬ方向からの出現に驚き、打ち負かされた。弟のモンターギュ男爵ジョン・ネヴィルは捕虜となり、ウォリック伯は辛うじて戦場から離脱、マーチ伯との合流を図り西へ退却した。
この戦いは従来と違い下級兵士の犠牲が多く、戦死した貴族はランカスター派のフェラーズ男爵ジョン・グレイ（エリザベス・ウッドヴィルの最初の夫）のみであった。

## 戦闘の結果
この戦勝によって、ヨーク派に捕らわれていた国王ヘンリー6世（戦場から遠ざけられ、木の下で笑いながら歌っていたとされる）はランカスター派に連れ戻された。ヘンリー6世の護衛役だったボンヴィル男爵ウィリアム・ボンヴィルとトーマス・キリエルは、翌日の2月18日にマーガレットと話し合ったエドワード王太子の命令で処刑された。
だが、ロンドンへの進軍は強行されなかった。ランカスター派による略奪行為の噂のためロンドン市民が城門を閉ざし、マーガレットが躊躇したからである。マーチ伯がモーティマーズ・クロスの戦いで勝利したニュースもその原因となり、ランカスター派はヨーク派の襲撃を避け北へ撤退した。
代わってマーチ伯とウォリック伯が3月2日にロンドンに入り、マーチ伯がイングランド王エドワード4世として宣告された。